# Placa de Futuna

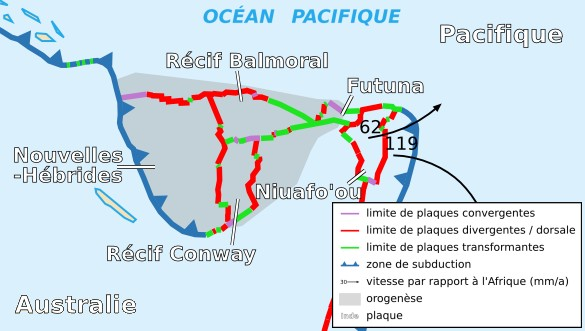
Mapa de la Placa de Futuna i les plaques veïnes (en francès).

La Placa de Futuna és una placa tectònica molt petita situada a prop de l'illa de Futuna, al sud del Pacífic. Es troba entre la Placa pacífica al nord, la Placa australiana al sud, i amb la Placa de Niuafo'ou a l'est.